# Scelolophia concololaria
Scelolophia concololaria är en fjärilsart som beskrevs av Paul Dognin 1890. Scelolophia concololaria ingår i släktet Scelolophia och familjen mätare. Inga underarter finns listade.